# Little League Baseball World Series

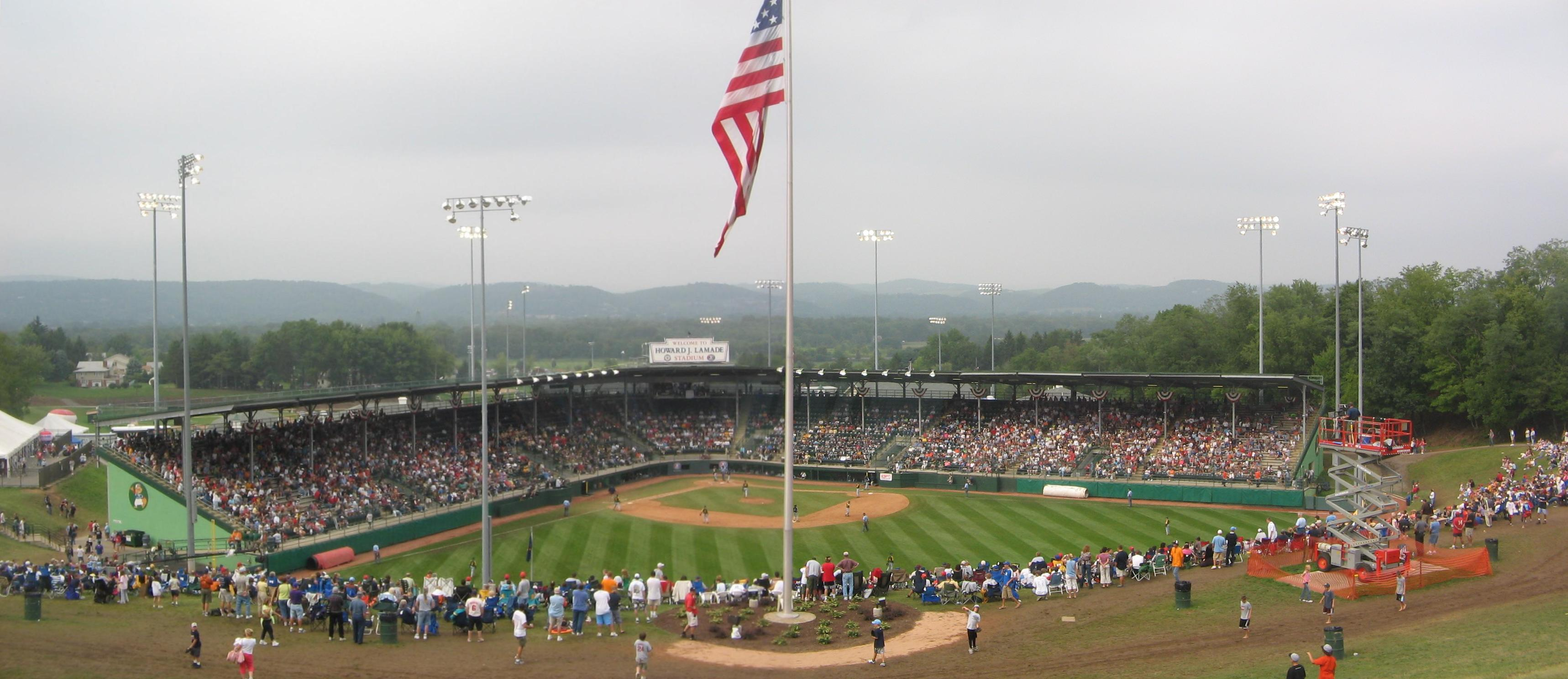
Ein Little-League-World-Series-Spiel im Howard-J.-Lamade-Stadium in South Williamsport.

Die Little League Baseball World Series sind ein internationales Baseballturnier für Kinder (überwiegend Jungen) zwischen 11 und 12 Jahren. Das erste Turnier wurde 1947 noch unter dem Namen National Little League Tournament durchgeführt. Erst später wurde der Name an die Major League Baseball angeglichen und das Turnier in Little League World Series umbenannt. Das Turnier findet seit damals immer im August in South Williamsport, Pennsylvania statt.
Anfangs spielten nur Teams aus den Vereinigten Staaten mit, allmählich kamen immer mehr internationale Mannschaften dazu. Ab 1957 wurden die Länder und Staaten in acht Gruppen (vier US- und vier internationale Gruppen) aufgeteilt. Aus jeder Gruppe qualifizierte sich eine Mannschaft für die World Series. Ab 2001 wurde die Anzahl der Gruppen verdoppelt.
Ursprünglich war nur reinen Jungenmannschaften die Teilnahme am Turnier möglich, seit 1974 sind auch Mädchen zugelassen. Dennoch nahmen bis 2023 lediglich 22 Mädchen am Turnier teil, da Baseball üblicherweise eine sehr männerdominierte Sportart ist, während Mädchen und Frauen überwiegend die artverwandte Sportart Softball spielen.
Die Spiele werden in den Vereinigten Staaten landesweit live von ESPN und ABC übertragen. Der lokale Radiosender WRAK (AM) überträgt einige Spiele ebenfalls live.
In Europa konnten die Spiele bis zum 1. August 2013 auf ESPN America live gesehen werden.

## Qualifikation
Die Qualifikationsturnier zu den Little League World Series finden meist Anfang Sommer überall auf der Welt statt. Die jeweiligen Modi unterscheiden sich von Region zu Region. So wird in den Vereinigten Staaten bereits auf Stufe Schuldistrikt mit den Turnieren begonnen. Somit kann es sein, dass in den größeren Staaten einige Teams bis zu vier Turniere gewinnen müssen, um sich für die World Series zu qualifizieren. In Japan und Europa hingegen reichen zwei Turniere aus.
So setzen sich die Qualifikationsregionen der Vereinigten Staaten zusammen:
- Region Große Seen
- Region Mittelatlantik
- Region Mittlerer Westen
- Region Neuengland
- Region Nordwest
- Region Südost
- Region Südwest
- Region West
- Region Metropolen
- Region Gebirge

Auf internationaler Ebene setzen sich die Regionen seit 2013 folgendermaßen zusammen:
- Region Asien-Pazifik und Mittlerer Osten
- Region Kanada
- Region Karibik
- Region Europa und Afrika
- Region Japan
- Region Lateinamerika
- Region Mexiko
- Region Australien[4]

Zusätzlich gibt es zwei Direktqualifikationen, welche jährlich zwischen den Staaten  Kuba,  Puerto Rico und  Panama rotieren, während sich das in der Rotation nicht berücksichtigte Team weiterhin über die entsprechende Region qualifizieren kann. Somit gibt es auch in der internationalen Gruppe 10 teilnehmende Teams.
Vor 2013 wurden die Regionen immer wieder umgestellt. Ehemalige Regionen waren:
- Region Asien (International)
- Region Asien-Pazifik (International)
- Region Europa (International)
- Region Europa, Mittlerer Osten und Afrika (International)
- Region Ferner Osten (International)
- Region Golfstaaten (USA)
- Region Mittlerer Osten-Afrika (International)
- Region Ost (USA)
- Region Pazifik (International)
- Region Süd (USA)
- Region Transatlantik (International)
- Region Zentral (USA)
- Region West (USA)

## Spielstätten
In der Geschichte der Little League World Series wurde in drei verschiedenen Spielstätten gespielt. Ursprünglich fanden die Spiele in Williamsport statt. Seit 1959 wird im Howard J. Lamade Stadium in South Williamsport gespielt. Als 2001 das Teilnehmerfeld auf 16 Mannschaften erhöht wurde ein zweites Stadion erbaut, das Little League Volunteer Stadium. In den beiden letztgenannten Stadien wird heute noch gespielt.
Beide Stadien sind gleich groß und weisen eine Spielfeldlänge von der Homebase bis zum Zaun von 68,6 m (bis 2006 62,5 m) aus. Der Eintritt ist frei für alle, jedoch müssen auf Grund der großen Nachfrage die Eintrittskarten verlost werden. Außerhalb des Lamade Stadions befindet sich ein Hügel mit einer Berme, welcher von den Zuschauern rege genutzt wird. Das Stadion und der Hügel haben zusammen eine Kapazität von bis zu 45.000 Zuschauern. Dies ist gleich viel wie das Angel Stadium of Anaheim oder das Citi Field. Im deutschsprachigen Raum ist dies vergleichbar mit dem Weserstadion oder dem St. Jakob-Park.
Der aktuelle Zuschauerrekord stammt aus dem Jahre 2011, als beim Spiel Große Seen gegen Mittelatlantik 41.848 Zuschauer gezählt wurden.

## Finalspiele
In den Austragungen kam es zu folgenden Endspielen:
| Jahr | Sieger       | Ergebnis | Verlierer        |
| ---- | ------------ | -------- | ---------------- |
| 1947 | Williamsport | 16–7     | Lock Haven       |
| 1948 | Lock Haven   | 6–5      | Saint Petersburg |
| 1949 | Hammonton    | 5–0      | Pensacola        |
| 1950 | Houston      | 2–1      | Bridgeport       |

| Jahr | Sieger                  | Ergebnis | Verlierer      |
| ---- | ----------------------- | -------- | -------------- |
| 1951 | Stamford                | 3–0      | Austin         |
| 1952 | Norwalk                 | 4–3      | Monongahela    |
| 1953 | Birmingham              | 1–0      | Schenectady    |
| 1954 | Schenectady             | 7–5      | Colton         |
| 1955 | Morrisville             | 4–3      | Merchantville  |
| 1956 | Roswell                 | 3–1      | Merchantville  |
| 1957 | Süd Monterrey 1         | 4–0      | West La Mesa   |
| 1958 | Lateinamerika Monterrey | 10–1     | Nord Kankakee  |
| 1959 | Nord Hamtramck          | 12–0     | West Auburn    |
| 1960 | Ost Levittown           | 5–0      | Süd Fort Worth |

| Jahr | Sieger                | Ergebnis | Verlierer               |
| ---- | --------------------- | -------- | ----------------------- |
| 1961 | West El Cajon         | 4–2      | Süd El Campo            |
| 1962 | West San José         | 3–0      | Nord Kankakee           |
| 1963 | West Granada Hills    | 2–1      | Ost Stratford           |
| 1964 | Ost Staten Island     | 4–0      | Lateinamerika Monterrey |
| 1965 | Ost Windsor Locks     | 3–1      | Kanada Stoney Creek     |
| 1966 | Süd Houston           | 8–2      | Ost West New York       |
| 1967 | Ferner Osten Tokio    | 4–1      | Nord Chicago            |
| 1968 | Ferner Osten Wakayama | 1–0      | Süd Richmond            |
| 1969 | Ferner Osten Taichung | 5–0      | West Santa Clara        |
| 1970 | Ost Wayne             | 2–0      | West Campbell           |

| Jahr   | Sieger                 | Ergebnis | Verlierer      |
| ------ | ---------------------- | -------- | -------------- |
| 1971   | Ferner Osten Tainan    | 12–3 (9) | Nord Gary      |
| 1972   | Ferner Osten Taipeh    | 6–0      | Nord Hammond   |
| 1973   | Ferner Osten Tainan    | 12–0     | West Tucson    |
| 1974   | Ferner Osten Kaohsiung | 12–1     | West Red Bluff |
| 1975 2 | Ost Lakewood           | 4–3      | Süd Tampa      |
| 1976   | Ferner Osten Chōfu     | 10–3     | West Campbell  |
| 1977   | Ferner Osten Kaohsiung | 7–2      | West El Cajon  |
| 1978   | Ferner Osten Pingdong  | 11–1     | West Danville  |
| 1979   | Ferner Osten Taipeh    | 2–1      | West Campbell  |
| 1980   | Ferner Osten Hualian   | 4–3      | Süd Tampa      |

| Jahr | Sieger                | Ergebnis | Verlierer                    |
| ---- | --------------------- | -------- | ---------------------------- |
| 1981 | Ferner Osten Taichung | 4–2      | Süd Tampa                    |
| 1982 | West Kirkland         | 6–0      | Ferner Osten Landkreis Jiayi |
| 1983 | Süd Marietta          | 3–1      | Lateinamerika Barahona       |
| 1984 | Ferner Osten Seoul    | 6–2      | Süd Altamonte Springs        |
| 1985 | Ferner Osten Seoul    | 7–1      | West Mexicali 3              |
| 1986 | Ferner Osten Tainan   | 12–0     | West Tucson                  |
| 1987 | Ferner Osten Hualian  | 21–1     | West Irvine                  |
| 1988 | Ferner Osten Taichung | 10–0     | West Pearl City              |
| 1989 | Ost Trumbull          | 5–2      | Ferner Osten Kaohsiung       |
| 1990 | Ferner Osten Tainan   | 9–0      | Ost Shippensburg             |

| Jahr | Sieger                  | Ergebnis | Verlierer                   |
| ---- | ----------------------- | -------- | --------------------------- |
| 1991 | Ferner Osten Taichung   | 11–0     | West San Ramon Valley       |
| 1992 | West Long Beach         | 6–0 4    | Ferner Osten Zamboanga City |
| 1993 | West Long Beach         | 3–2      | Lateinamerika David         |
| 1994 | Lateinamerika Maracaibo | 4–3      | West Northridge             |
| 1995 | Ferner Osten Tainan     | 17–3 (5) | Süd Spring                  |
| 1996 | Ferner Osten Kaohsiung  | 13–3 (5) | Ost Cranston                |
| 1997 | Lateinamerika Guadalupe | 5–4      | West Mission Viejo          |
| 1998 | Ost Toms River          | 12–9     | Ferner Osten Kashima        |
| 1999 | Ferner Osten Hirakata   | 5–0      | Süd Phenix City             |
| 2000 | Lateinamerika Maracaibo | 3–2      | Süd Bellaire                |

| Jahr | Sieger                | Ergebnis | Verlierer                 |
| ---- | --------------------- | -------- | ------------------------- |
| 2001 | Asien Kōtō            | 2–1      | Südost Apopka             |
| 2002 | Große Seen Louisville | 1–0      | Asien Sendai              |
| 2003 | Asien Musashi-Fuchū   | 10–1     | Südost East Boynton Beach |
| 2004 | Karibik Willemstad    | 5–2      | West Thousand Oaks        |
| 2005 | Nordwest Ewa Beach    | 7–6 (7)  | Karibik Willemstad        |
| 2006 | Südost Columbus       | 2–1      | Asien Kawaguchi           |
| 2007 | Südost Warner Robins  | 3–2 (8)  | Japan Tokio               |
| 2008 | West Waipahu          | 12–3     | Mexiko Matamoros          |
| 2009 | West Chula Vista      | 6–3      | Asien-Pazifik Taoyuan     |
| 2010 | Japan Edogawa         | 4–1      | West Waipahu              |

| Jahr | Sieger                         | Ergebnis                       | Verlierer                      |
| ---- | ------------------------------ | ------------------------------ | ------------------------------ |
| 2011 | West Huntington Beach          | 2–1                            | Japan Hamamatsu                |
| 2012 | Japan Kōtō                     | 12–2 (5)                       | Südost Goodlettsville          |
| 2013 | Japan Chōfu                    | 6–4                            | West Chula Vista               |
| 2014 | Asien-Pazifik Seoul            | 8–4                            | Große Seen Chicago             |
| 2015 | Japan Tokio                    | 18–11                          | Mittelatlantik Lewisberry      |
| 2016 | Mittelatlantik Maine-Endwell   | 2–1                            | Asien-Pazifik Seoul            |
| 2017 | Japan Tokio                    | 12–2 (5)                       | Süd Lufkin                     |
| 2018 | West Honolulu                  | 3-0                            | Asien-Pazifik Seoul            |
| 2019 | Südwest River Ridge            | 8-0                            | Karibik Willemstad             |
| 2020 | Aufgrund von COVID-19 abgesagt | Aufgrund von COVID-19 abgesagt | Aufgrund von COVID-19 abgesagt |

| Jahr   | Sieger            | Ergebnis | Verlierer             |
| ------ | ----------------- | -------- | --------------------- |
| 2021 5 | Große Seen Taylor | 5-0      | Große Seen Hamilton   |
| 2022   | West Honolulu     | 13-3 (4) | Karibik Willemstad    |
| 2023   | West El Segundo   | 6-5      | Karibik Willemstad    |
| 2024   | Südost Lake Mary  | 2-1 (8)  | Asien-Pazifik Taoyuan |

Bemerkungen
1 Monterrey war 1957 Texas zugeteilt.
2 1975 wurden sämtliche internationalen Teilnehmer vom Turnier ausgeschlossen. Nach massiven Protesten wurden diese 1976 wieder zugelassen.
3 Mexicali war bis 1985 Kalifornien zugeteilt.
4 Zamboanga City hatte die LLWS 1992 gewonnen, wurde nachträglich wegen zu alten Spielern disqualifiziert.
5 Aufgrund der anhaltenden COVID-19-Pandemie waren 2021 keine internationalen Teams zugelassen. An deren Stelle traten die Zweitplatzierten der Regionalmeisterschaften.
- Im April 1997 teilten die nationalen Organisatoren Taiwans mit, dass sie keine weiteren Mannschaften an die Little League World Series mehr entsenden, da sie der Meinung waren, dass dieses Turnier nicht mehr mit der nationalen Sportförderung vereinbar sei. Des Weiteren sahen sie sich nicht mehr im Stande, die Reglemente der LLWS einzuhalten. Erst 2003 wurde wieder eine Mannschaft entsandt.

## Meisterschaften nach Staat
| Mannschaft                 | Anzahl Meisterschaften | Zuletzt gewonnen |
| -------------------------- | ---------------------- | ---------------- |
| Taiwan / Chinesisch Taipeh | 17                     | 1996             |
| Japan                      | 11                     | 2017             |
| Kalifornien                | 8                      | 2023             |
| Pennsylvania               | 4                      | 1960             |
| Connecticut                | 4                      | 1989             |
| New Jersey                 | 4                      | 1998             |
| Hawaii                     | 4                      | 2022             |
| Mexiko                     | 3                      | 1997             |
| Georgia                    | 3                      | 2007             |
| Südkorea                   | 3                      | 2014             |
| New York                   | 3                      | 2016             |
| Texas                      | 2                      | 1966             |
| Venezuela                  | 2                      | 2000             |
| Michigan                   | 2                      | 2021             |
| Alabama                    | 1                      | 1953             |
| New Mexico                 | 1                      | 1956             |
| Washington                 | 1                      | 1982             |
| Kentucky                   | 1                      | 2002             |
| / Curaçao                  | 1                      | 2004             |
| Louisiana                  | 1                      | 2019             |
| Florida                    | 1                      | 2024             |

## Bekannte Teilnehmer der Little League World Series
Die folgende Aufstellung führt einige Teilnehmer der LLWS auf, welche später noch weitere Erfolge feiern durften. Die Aufzählung ist nicht abschließend.
- Danny Almonte (LLWS 2001) – Wurde 2001 als zu alter Spieler eingesetzt. Daher wurde die Mannschaft aus New York disqualifiziert.
- Jason Bay (LLWS 1990) – MLB Spieler bei den New York Mets (2013): 3× All-Star (2005, 2006, 2009), NL Rookie of the Year 2004, Silver Slugger Award 2009
- Matt Cassel (LLWS 1994) – NFL Quarterback: 2× AFC Offensive Player of the Week (2008)
- Chris Drury (LLWS 1989 Weltmeister) – Ehemaliger NHL-Spieler: Stanley Cup Sieger 2001, Hobey Baker Award Gewinner 1998, Calder Memorial Trophy Gewinner 1999
- Ray Ferraro (LLWS 1976) – Ehemaliger NHL-Spieler: All-Star Spieler (1992)
- Stéphane Matteau (LLWS 1982) – Ehemaliger NHL-Spieler: Stanley Cup Sieger 1994
- Pierre Turgeon (LLWS 1982) – Ehemaliger NHL-Spieler: 4facher NHL All-Star Spieler (1990, 1993, 1994, 1996), 2× Trophée Michel Bergeron (1986, 1987), 1× Lady Byng Memorial Trophy (1993)